# Régis Morelon
Pour les articles homonymes, voir Morelon.
Régis Morelon, né le 15 juin 1941 à Panissières, est un historien des sciences et orientaliste français. Il est spécialiste de l'histoire des sciences arabes, spécialement de l'astronomie.

## Biographie
Après un cursus universitaire en mathématiques et astronomie, Régis Morelon choisit d'entrer dans l'ordre des Prêcheurs. Il obtient un DEUG en arabe à Lyon en 1974.
Il devient chargé de recherche au CNRS, Centre d'histoire des sciences et des philosophies arabes et médiévales puis directeur de l'Institut dominicain d'études orientales. Selon Dominique Avon, il fit partie, avec Claude Gilliot et Emilio Platti, du « trio qui porta intellectuellement l'Institut » à la suite d'Anawati.

## Publications
- Régis Morelon, « L'astronomie arabe orientale (VIIIe et XIe siècles) », dans Régis Morelon et Roshdi Rashed (dir.), Histoire des sciences arabes : T.1, Astronomie, théorique et appliquée, Seuil, 1997, p. 35-69
  - « Panomarama général », p 31.
- Roshdi Rashed et Régis Morelon (dir.), Histoire des sciences arabes, vol. III (376 p.) : Technologie, alchimie et science de la vie, Paris, éditions du Seuil, 1997, 3 vol., p. 240-242.
- (en) Régis Morelon et Roshdi Rashed (dir.), Encyclopedia of the History of Arabic Science, vol. 3, Routledge, 1996 (ISBN 0415124107)
- Régis Morelon et Roshdi Rashed (dir.), Encyclopedia of the History of Arabic Science, Routledge, 1996  (ISBN 0415124107)
- Al-Ghazâlî : Le livre du licite et de l'illicite (Kitâb al-halâl wa-l-harâm), introduction, traduction de l'arabe et notes Régis Morelon, Paris, Vrin, 1981, XVIII+339 p. (Collection "Études musulmanes", XXV) ; seconde édition revue et corrigée, Paris, Vrin, 1991, 208 p.
- Œuvres d'astronomie de Thābit ibn Qurra, édition du texte arabe, traduction française et commentaire Régis Morelon, Paris, Les Belles Lettres, 1987, 650 p. (CXLV+321+168+XV), (Collection "Sciences et philosophie arabes — Textes et Études").
- avec Maurice Bucaille, Larbi Kechat : Le développement de la science arabe à Bagdad à partir du IXe siècle, 1995.
- Al-abb Ǧūrǧ Šiḥātaẗ Qanawātī al-dūminīkānī / bi-išrāf al-abb Rīǧīs Mūrlūn wa Hānī Labīb, 1998.
- Karine Chemla, Régis Morelon et André Allard, « La tradition arabe de Diophante d'Alexandrie : à propos de quatre livres des Arithmétiques perdus en grec retrouvés en arabe », L'antiquité classique, vol. 55, no 1,‎ 1986, p. 351-375 (DOI 10.3406/antiq.1986.2193)
- Max Lejbowicz (dir.), Jean Celeyrette, John Tolan, Jean Jolivet, Abdelali Elamrani-Jamal, Marie-Geneviève Balty-Guesdon, Régis Morelon, Louis-Jacques Bataillon et Sten Ebbesen, L'Islam médiéval en terres chrétiennes : Science et idéologie, Villeneuve-d'Ascq, Presses universitaires du septentrion, coll. « Les savoirs mieux », 2009, 176 p. (ISBN 978-2-7574-0088-3, présentation en ligne, lire en ligne).